# Lokomotive 2 der Straßenbahn Timișoara
Die Lokomotive 2 der Straßenbahn Timișoara – rumänisch Locomotiva 2, abgekürzt L2 – ist ein mittlerweile ausgemustertes Dienstfahrzeug des genannten Straßenbahnbetriebs. Die zweiachsige Maschine mit Mittelführerstand und Scherenstromabnehmer entstand 1928 als Eigenbau der damals noch Tramvaiele Comunale Timișoara (T.C.T.) genannten Straßenbahngesellschaft. Die elektrische Ausrüstung lieferte die Budapester Niederlassung der Österreichischen Siemens-Schuckert-Werke (ÖSSW) zu, das Gewicht der Lokomotive beträgt 13.000 Kilogramm.

## Geschichte
Die 1927 erfolgte Projektierung der Maschine wurde erforderlich, weil der immer erfolgreichere Straßenbahn-Güterverkehr im Stadtteil Fabrik – im Laufe der Jahre wurden immer mehr Unternehmen angeschlossen – mit der zur Betriebsaufnahme 1916 beschafften Lokomotive 1 nicht mehr alleine bewältigt werden konnte. 1956 beschaffte die Straßenbahngesellschaft mit der Lokomotive 3 schließlich noch eine weitere Maschine.
Mit der 1975 erfolgten Reduzierung des Güterverkehrs auf den Gleisen der Straßenbahn ging die Lokomotive, zusammen mit der L3, in den Besitz der Timișoreana-Brauerei über. Nachdem schließlich 1993 auch die Beförderung der Güterwagen von und zur Brauerei sowie zum Anschluss der Schuhfabrik Guban direkt von Diesellokomotiven der Staatsbahn Căile Ferate Române (C.F.R.) übernommen wurde, diente die L2 noch bis mindestens 1996 zusammen mit der L3 als Rangierlokomotive auf dem Brauereigelände. Anschließend übernahm die L3 alleine diese Aufgabe, womit auf die L2 endgültig verzichtet werden konnte. Sie war anschließend einige Jahre lang auf dem Areal der Brauerei abgestellt, bevor sie 2007 schließlich äußerlich aufgearbeitet und auf einem kurzen Gleisjoch innerhalb des Brauereigeländes als technisches Denkmal aufgestellt wurde.
Im Laufe der Jahre wechselte die L2 außerdem mehrfach ihre Lackierung. Ursprünglich war sie – wie auch ein Großteil der damaligen Arbeitswagen – dunkelgrün lackiert. Anschließend war sie – wie die L3 – blau-grau gestrichen, bevor sie 2007 im Zuge ihrer Aufstellung als Denkmal vollständig blau lackiert wurde.